# Paavo Haavikko
Paavo Juhani Haavikko (Helsinki, 1931. január 25. – Helsinki, 2008. október 6.) finn költő, drámaíró, esszéista és lapszerkesztő. Finnország egyik legkiemelkedőbb írójaként tartják számon. Több, mint hetven írása jelent meg; verseit tizenkét nyelvre fordították le. 

## Magánélete
Paavo Haavikko Helsinkiben született és nőtt fel. Apja, Heikki Adrian Haavikko kezdetben könyvkötő, később a kereskedelem import ágazatában helyezkedett el; anyja Rauha Pyykönen. 1951-ben a Kallio Koedukált Középiskolában fejezte be tanulóéveit, és ekkor jelentek meg első versei is.
Az 1950-es években több versgyűjteményt tett közzé, amelyek később a Talvipalatsi („A téli palota”; 1959) című kiadásban értek össze. A feltörekvő finn modernizmus élvonalában mozgott, és a következő évtizedekben jelentős hatást gyakorolt a költészeten kívül más műfajokra is. Irodalmi tevékenységének folytán generációja és a teljes háború utáni időszak vezető írójává vált Finnországban.

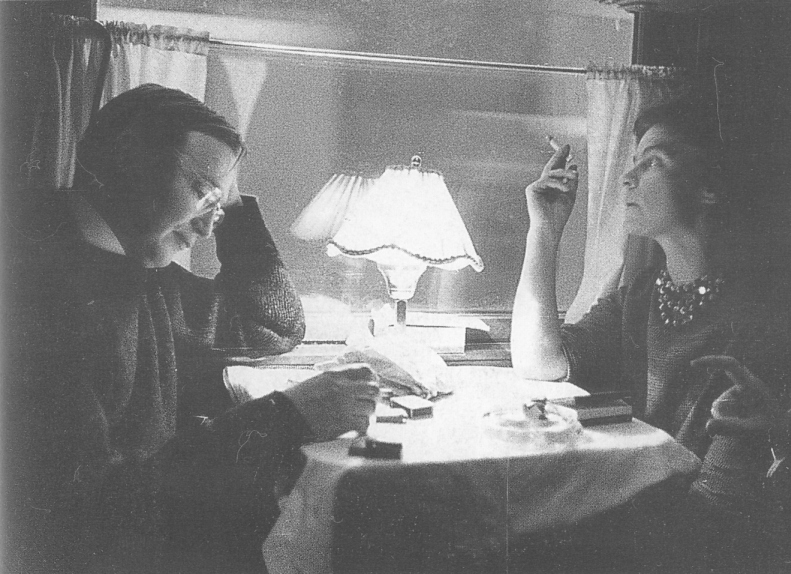
Paavo Haavikko első felesége, Marja-Liisa Vartio (1924–1966) írónő társaságában

Haavikko első felesége, Marja-Liisa Vartio szintén író volt, két gyermekük született, Johanna (1956) és Heikki (1960). Felesége 1966-ban bekövetkezett halálát követően sokáig felhagyott az írással, majd 1971-ben feleségül vette Ritva Rainio irodalomtörténészt, azonban a pár 1983 óta külön élt az író 2008-ban bekövetkezett haláláig.

## Irodalmi pályája
Haavikko költőként kezdte pályafutását, de szinte az összes műfajban kipróbálta magát. Drámái ritkaságszámba mentek a klasszikus színházi ábrázolás területein. Közreműködött az 1982-ben sugárzott Rauta-aika ("Vaskor") televíziós sorozat elkészítésében, a műsor az ő szövegkönyve (Kullervon tarina) alapján készült el és jelentős sikereket ért el a televíziós dráma műfajában. A Ratsumies ("A Lovas") és Kuningas lähtee Ranskaan ("A király Franciaországba megy") című operák is keze munkáját jegyzik: Aulis Sallinen zeneszerző Haavikko librettóira komponálta meg a műveket.
Haavikko számos munkáját helyezte történelmi kontextusba, de sokszor tett utalásokat a modern politika helyzeteire is. Agricola ja kettu ("Agricola és a róka") című darabjában találkozhatunk Juho Kusti Paasikivi és Sztálin alakjával, vagy Urho Kaleva Kekkonennel viking uralkodó képében. A Suomen Kuvalehti ("Finnország képes-lapja") című heti magazinban az ország vezető politikusait és köztisztviselőit vizsgálta.
Haavikko költészetében a visszatérő motívumok közé tartozik a király, a palota, a kert és az erdő képe. Nagy érzékenységgel élt a szerelem, a romantika és a férfiak és nők közötti kapcsolatok leírásának eszközeivel. Első felesége halála után fordult a költészetben kevésbé tárgyalt témák, a gazdaság, politika és társadalom kérdései felé.

## Üzleti tevékenysége
1967-től 1983-ig Haavikko az Otava kiadóvállalat irodalmi igazgatója, és 1989-től haláláig az Art House kiadó tulajdonosa.
Ő és családja egy üzemanyag felhasználásra előállító tőzeggyárat üzemeltetett, emellett jelentős erdőbirtokkal is rendelkezett. Családjára 3 millió euró értékű örökséget hagyott halála után.

## Kitüntetései
- Aleksis Kivi-díj, Finn Irodalmi Társaság, 1966;[11]
- Pro Finlandia Medal, 1967;
- 1969-ben a Helsinki Egyetem tiszteletbeli doktora;[11]
- Finnország Fehér Rózsájának elsőrendű lovagjává ütötték 1978-ben;
- Neustadt nemzetközi irodalmi díj, 1984;
- 1993-ban megnyerte a Swedish Academy Nordic Prize-t[11] (a díj "kis Nobel"-néven is ismert);
- America Award-díj; 2007.

## Munkássága
Haavikko művei számos irodalmi műfajt képviselnek, beleértve az operákhoz íródott librettókat. Karrierje kivételes alkotói munkáról tanúskodik: minden nyolc hónapra egy saját maga által megjelentetett könyvet publikált.

### Lírai művei
- Tiet etäisyyksiin (1951) WSOY
- Tuuliöinä (1953) Otava
- Synnyinmaa (1955) Otava
- Lehdet lehtiä (1958) Otava
- Talvipalatsi (1959) Otava (angolul megjelent: A téli palota)
- Puut, kaikki heidän vihreytensä (1966) Otava
- Runoja matkalta salmen ylitse (1973) Otava
- Kaksikymmentä ja yksi (1974) Otava (angolul megjelent: Egy és húsz)
- Puolustuspuhe (1977) WSOY - versek és aforizmák
- Viisi sarjaa nopeasti virtaavasta elämästä (1987) Art House
- Toukokuu, ikuinen (1988) Art House
- Rakkaudesta ja kuolemasta (1989) Art House
- Talvirunoja (1990) Art House
- Puiden ylivertaisuudesta (1993) Art House
- Prosperon runot (2001) Art House

### Versgyűjteményei
- Runot 1951–1961 (1962) Otava
- Runot 1949–1974 (1975) Otava
- Runoelmat (1975) Otava
- Sillat. Valitut runot (1984) Otava
- Runot! Runot 1984–1992 WSOY 1992
Magába foglalja A határidő után (1984), Con amore, con furore (1985), Viisi sarjaa nopeasti virtaavasta elämästä (1987), Toukokuu, ikuinen (1988), Talvirunoja (1990), Musta herbaario (1992) című verseket és a Pimeys ("Sötétség", 1984.) című aforizmagyűjteményben megjelent műveit, valamint a Kansalaisvapaudestát (1989). Amikor A határidő után és a Con amore, con furore először megjelentek, a szerző csak a szűk baráti körében terjesztette őket. A Musta herbaario c. mű korábban nem jelent meg.
- Kirjainmerkit mustat. Runot 1949–1966 (1993) WSOY
- Tyrannin ylistys. Runot 1970–1981 (1994) WSOY
- Valitut runot (2006) WSOY

### Drámái
- Münchausen; Nuket: Kaksi näytelmää (1960) Otava
- Ylilääkäri: Kaksi näytelmää (1968) Otava. Tartalmazza a Ylilääkäri és a Agricola ja kettu c. drámákat.
- Soitannollinen ilta Viipurissa 1918 (1978) Otava ISBN 951-1-04977-1.
- Viisi pientä draamallista tekstiä (1981) Otava ISBN 951-1-06332-4.
- Sulka: 12 näytelmää (1997) ISBN 951-0-21855-3 ISBN 951-0-21855-3. 
  - Tartalma:
    - Sulka (1973);
    - Ratsumies ("A lovas", 1974);
    - Kuningas lähtee Ranskaan ("A király Franciaországba megy", 1974.);
    - Harald Pitkäikäinen ("Hosszúéletű Harald", 1974);
    - Agricola ja kettu (1968);
    - Kuningas Harald, jäähyväiset (rádiójáték, 1978);
    - Kaisa ja Otto (1976);
    - Herra Östanskog (1981);
    - Ne vahvimmat miehet ei ehjiksi jää (1976);
    - Naismetsä (rádiójáték, 1989);
    - Englantilainen tarina (1990);
    - Anastasia ja minä ("Anasztázia és én", 1992.).
- Airo ja Brita (1999) ISBN 951-884-259-0.
- Hitlerin sateenvarjo (2004) ISBN 951-0-29123-4.

### Librettói
- Paavo Suuri. Suuri juoksu. Suuri uni. (2000)
- Ratsumies ("A lovas", 1974.)
- Kuningas lähtee Ranskaan ("A király Franciaországba megy", 1974.)

### Prózai művei
- Yksityisiä asioita (1960.)
- Toinen taivas ja maa (1961.)
- Vuodet (1962.)
- Lasi Claudius Civiliksen salaliittolaisten pöydällä. Kolme novellia (1964.)
- Barr-niminen mies (1976.)
- Rauta-aika (1982.)
- Kullervon tarina ("Kullervo története", 1982.)
- Naismetsä (1987.)
- Erään opportunistin iltapäivä (1988.)
- Fleurin koulusyksy (1992.)
- Anastasia ja minä (1994.)
- Yksityisiä asioita: 60-luvun proosa (1995.)
- Fantastisia kertomuksia: Proosa 1976–1995 (1996.)
- Pahin ja paras (1996.)
- Mustat kantarellit: Kolme novellia (2004.)

## Magyarul
- Hosszúéletű Harald (dráma; "Harald Pitkäikäinen", 1974) bibl.u Archiválva 2019. január 21-i dátummal a Wayback Machine-ben[15] magyarul. Szopori Nagy Lajos fordítása
- Paavo Haavikko–Pentti Saarikoski: Két finn költő versei; vál., ford. Jávorszky Béla; Jávorszky Béla, Bp., 1976
- Vaskor; ford. Kozmács István; Európa, Bp., 1986 (JAK füzetek. Műfordítások)
- A hold udvartartása. Versek; vál., utószó Jávorszky Béla, ford. Csoóri Sándor et al.; Európa, Bp., 1985 
  - Készült az alábbi kötetek alapján: Runot 1951–1961 (1962)
  - Runot 1949–1974 (1975)
  - Runoelmat (1975)
  - Viiniä, kirjoitusta (1977)
- Hosszúéletű Harald. Elbeszélés arról, mi történt, amikor Hosszúéletű Harald király a hatodik nyarat telelte át Angliában, egybehívta népét, és le akart mondani a hatalomról; ford. Szopori Nagy Lajos; Shark Print, Kaposvár, 2000 (Editio plurilingua)

## Fordítás
- Ez a szócikk részben vagy egészben  a   Paavo Haavikko című angol Wikipédia-szócikk ezen változatának fordításán alapul.  Az eredeti cikk szerkesztőit annak laptörténete sorolja fel. Ez a jelzés csupán a megfogalmazás eredetét és a szerzői jogokat jelzi, nem szolgál a cikkben szereplő információk forrásmegjelöléseként.